# 稷山县
稷山县是中国山西省运城市所辖的一个县，地处山西省西南部，位于运城市北部,距离太原市410公里，距运城市85公里。东靠新绛，西临河津，南以稷王山和闻喜、万荣接壤，北为吕梁山与乡宁相连。总面积为680平方公里，縣人民政府駐稷峰鎮稷峰東街17號。

## 歷史
稷山古属冀州，春秋属晋、战国属魏，北魏太和十一年（公元487年）设置高凉县，公元598年改称稷山县至今。
南北朝时西魏在此地建玉壁城。公元546年，东魏丞相高欢发动玉壁之战，今有玉壁城遗址。

## 地形
南靠稷王山，北靠吕梁山，有汾河从中部贯穿而过。

## 人口
根据(山西省)运城市第七次全国人口普查公报显示：稷山县常住人口为316114人。

## 特產
特产有稷山麻花、稷山饼子、稷山板枣、稷山鸡蛋，并称为“稷山四宝”。

## 行政区划
稷山县下辖5个镇、2个乡：
稷峰镇、西社镇、化峪镇、翟店镇、清河镇、蔡村乡和太阳乡。

## 交通
境内主要交通线路有京昆高速公路、侯西铁路、108国道、台运省道等。